# Anna Khanum
Anna Khanum, död 1647, var en av slavkonkubinerna till shah Safi I, och mor till shah Abbas II av Persien. 
Hon var cirkassier och gavs som slavkonkubin till tronföljaren innan han besteg tronen år 1629. De safavidiska shaherna gifte sig inte utan reproducerade med slavkonkubiner i sitt harem. 
När hennes son besteg tronen 1642 blev hon haremets mäktigaste kvinna i egenskap av monarkens mor. Hon slöt allians med chefsminister Sarutqi Etemad al-Dawla Muhammad Ali Khan och Jani Khan Shamlou och utövade tillsammans med dem den verkliga politiska makten. Hennes son var mycket ung, och genom sitt samarbete med chefsministern styrde hon enligt resenären Jean Chardin  i praktiken landet som regent under de första åren. 